# 阿岗镇
阿岗镇，是中华人民共和国云南省曲靖市罗平县下辖的一个镇。

## 行政区划
阿岗镇下辖以下地区：
阿岗社区、海马社区、法郎村、洒谷村、岗德村、捏恰村、高桥村、戈维村、乐作村、阿窝村、革宜村、木冲格村和以宜村。